# Acantholimon capitatum
Acantholimon capitatum är en triftväxtart som beskrevs av Dmitrii Ivanovich Sosnowsky. Acantholimon capitatum ingår i släktet Acantholimon och familjen triftväxter. Utöver nominatformen finns också underarten A. c. sivasicum.